# Harmoniemesse
De Harmoniemesse of Missa in Bes (Hob. XXII:14) is een in 1802 door Joseph Haydn gecomponeerde mis voor het hof van Prins Nicolaas II Esterházy. De Harmoniemesse werd op 8 september 1802 in Eisenstadt voor het eerst uitgevoerd.
Haydn schreef in totaal 14 missen (zie Missen van Joseph Haydn). De Harmoniemesse is de laatste mis die hij componeerde en de zesde mis in de serie van zes late, symfonische missen die in Eisenstadt werden uitgevoerd in september en die samenhingen met de viering van de naamdag van de echtgenote van Nicolaas II, Prinses Maria Josepha Hermengilde Esterházy. Van de zes late missen voor Eisenstadt zijn er twee eveneens in de toonaard Bes gecomponeerd: de Theresienmesse en de Schöpfungsmesse.

## Datering en bijnaam

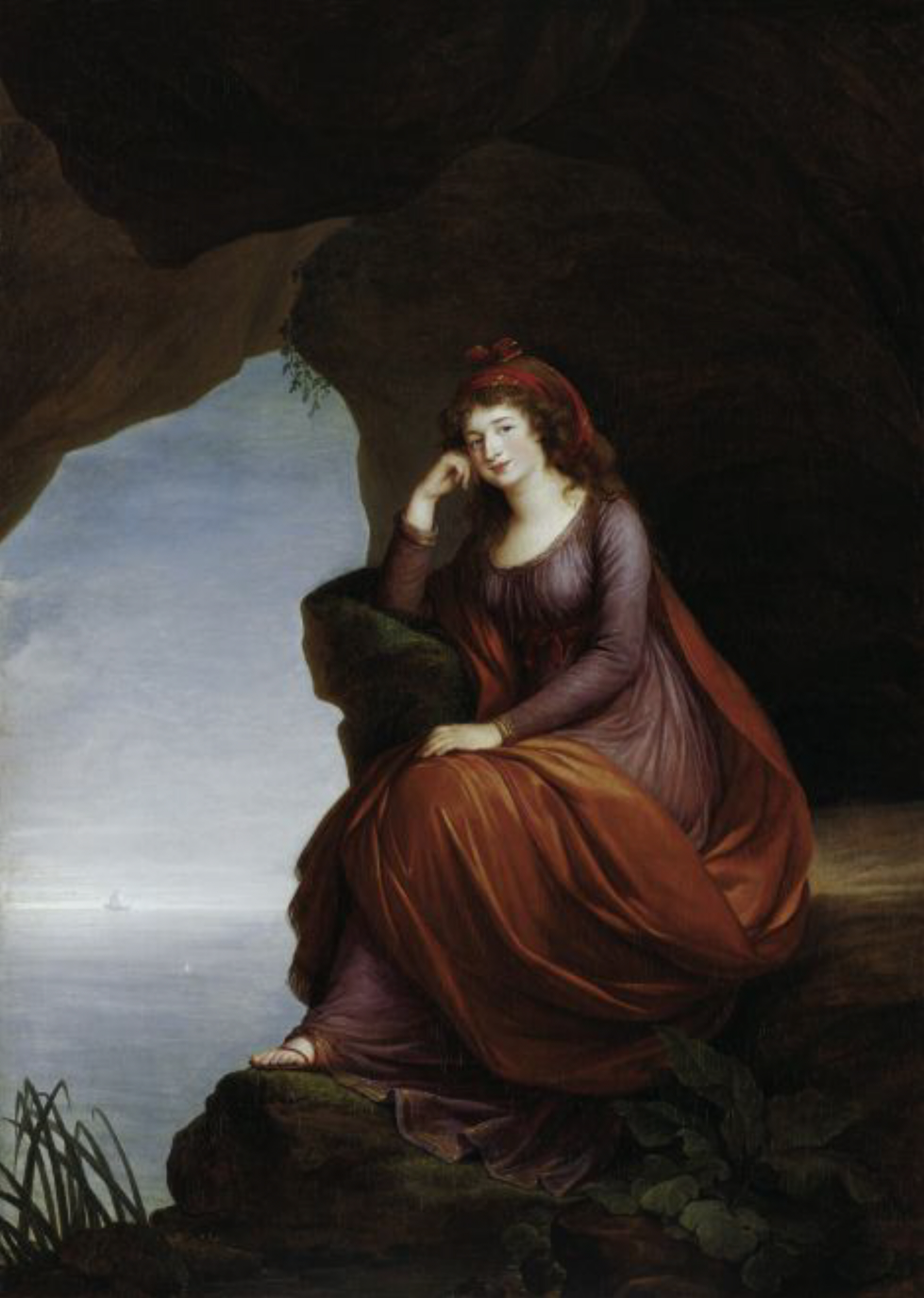
Prinses Maria Josepha Hermengilda Esterházy

De bijnaam Harmoniemesse is niet van Haydn, maar dateert uit de 19e eeuw. De bijnaam slaat op de instrumentale bezetting, met naast de strijkers een volledige blaassectie: in Oostenrijk noemde men muziek voor blaasinstrumenten Harmoniemusik. De naam kan ook slaan op de vooruitstrevende harmonische structuren.
Die structuren zijn duidelijk in het – zeer lange – Kyrie waarbij het koor met een fortissimo begint op het dissonante akkoord van een verminderde septiem, en bij het begin van de herhaling waar na een lange 'valse' voorbereiding op de dominant van de toonaard g klein het koor abrupt de tonica van Bes bevestigt. Ook in het Cruxifixus, Sanctus en Agnus Dei is Haydns harmonische wijze van schrijven zijn belangrijkste vorm van expressie.
Haydn was opgegroeid in de barokperiode met in de muziek het strikte contrapunt en het gebruik van retorische figuren in de melodielijn, maar aan het eind van zijn leven gebruikte hij een muzikale taal die al de kenmerken toonde van de Romantiek.
Voor de Harmoniemesse is het grootste orkest van alle missen van Haydn nodig. Aan het begin van de 19e eeuw was het ongebruikelijk dat een mis door een volledige blaassectie werd begeleid en de bijnaam heeft ook betrekking op dit fenomeen, meer dan op de incidentele passages voor blaasinstrumenten
De mis is door Haydn tussen juni en september 1802 gecomponeerd. Het werk was voltooid voor uitvoering op 8 september, Maria Geboorte en naamdag van Prinses Maria Josepha.

## Eerste uitvoering
Haydn, 70 jaar oud, dirigeerde op 8 september 1802 de eerste uitvoering van de mis, zijn laatste grote werk, in de Bergkirche te Eisenstadt. Het is de enige uitvoering van de Eisenstadtmissen waar een verslag van bestaat van een aanwezige. Prins Ludwig Starhemberg, diplomaat in Oostenrijkse dienst en ambassadeur aan het hof van St. James in Londen, beschrijft in zijn dagboek hoe het verblijf verliep tijdens de viering van de naamdag van Prinses Maria Josepha, inclusief de uitvoering van de mis:
"Mercredi 8 Septembre. C'était le jour de fête de la Princesse, en conséquence de 10 heures nous allâmes cheze elle dans le grand uniforme d'Eisenstadt, puis en grand cortège de beaucoup de voitures à la Messe. – Messe superbe, nouvelle musique excellente du fameux Haydn et dirigé pare lui (il est toujours au service du Prince)[...]Ensuite diner immense et magnifique, aussi excellent que nombreux, musique pendant le repas. Santé de la Princesse portée par le Prince, et répondue par les fanfares et les canons, - plusieurs ensuite, telle que la mienne, et celle de Haydn dinant avec nous et proposée par moi. Après le diner on se mit en frac pour le bal, qui fut réellement superbe, comme un bal de Cour, la princesse Marie l'ouvrit par un menuet à quattre avec sa fille. On de fit ensuite que valser. Jeudi 9 Septembre. On partit à 9 heures pour la chasse, après avoir réveillé pas les cors. Nous eumes ensuite un concert superbe dirigé par Haydn et composé des plus beaux morceaux de la messe de la veille. Après le souper je pris congé des habitants d'Eisenstadt, et revint fort content de mon voyage, à 4 heures du matin, chez mon père en ville, et me couchai".
Haydn had de positie bereikt van een gevierd kunstenaar die, net als in Londen, in de hoogste sociale kringen verkeerde en op gelijke voet als de aristocraten en de diplomaten werd behandeld en tijdens het diner op vorstelijke wijze werd geëerd na zijn 40-jarig dienstverband bij de Esterházy's.
Hoewel Haydn gezondheidsproblemen had na de inspanning van de compositie van zijn oratoriums Die Schöpfung (1796-1798) en Die Jahreszeiten (1799-1801) en hij zichzelf beschreef als een "immer kränklicheren alten Knaben", bewees zijn laatste mis, waar hij "sehr mühesam fleißig" aan werkte, dat hij het vermogen nog had om zich met de meest recente ontwikkelingen in muziek bezig te houden.

## Compositie
- Het Kyrie opent de mis in een langzaam tempo, zonder het zangerige, ritmische karakter dat Haydn aan de Kyrie's in andere missen van hem geeft. Evenals de Missa Sancti Bernardi von Offida is in die opening de toonaard Ges indringend aanwezig. Haydn plaats de koordelen aan het eind van de muzikale frases. Het Christe eleison is niet als contrasterend deel getoonzet, maar is binnen de overige muziek geïntegreerd.
- Het Gloria is traditioneel in drie delen. Het openingsdeel (Vivace assai) is snel en de opening door de sopraansolo wordt door het koor overgenomen. Een langzaam deel (Allegretto) volgt met het Gratias agimus tibi begint, gezongen door de solisten met muzikale kleuring door de fluit en de klarinet. In het derde deel is er met Quoniam tu solus sanctus een terugkeer naar het snelle tempo van de opening.
- Ook het Credo heeft de gebruikelijke drie-indeling: Vivace, gevolgd door een verandering van tempo naar Adagio bij het Et incarnatus est en een terugkeer naar Vivace bij het Ex resurrexit. De Bes-grondtoon gaat over naar de dominant en dan naar Ges; net als de vijf andere symfonische missen van Haydn, en Die Schöpfung en Die Jahreszeiten, gebruikt Haydn modulaties die een terts van de tonica liggen. Het Credo sluit net als in de Theresienmesse af met een fuga in een levendig 6/8 tempo.
- In het Sanctus wordt het aandeel van het koor steeds luider, zoals de begeleidende harmonieën steeds chromatischer worden. Het geaccentueerde begin van het Osanna is vergeleken met een hik[2].

Verrassend is het Benedictus, niet alleen binnen de Harmoniemesse maar ook binnen de missen van Haydn in het algemeen. Het gebruikelijk lyrische, pastorale karakter van het Benedictus is in dit deel een gejaagd, zenuwachtig ritmisch Molto allegro voor koor, dat alleen in het het deel voor de solisten een ontspannen karakter krijgt.
Het weer 'hikkende' Osanna sluit het deel af.
- Het grootste deel van de mis staat in de toonaard Bes. Voor het begin van het Agnus Dei gebruikt Haydn de toonaard G, dat nog wordt versterkt door uitgebreide partijen voor solisten en de Harmonie. Dit geeft het deel een optimistische stemming, iets getemperd door de chromatische harmonie en een onheilspellende paukenroffel. De modulatie gaat van G naar C, naar As en vervolgens naar de dominant van g klein. Een opgewekte fanfare kondigt dan het Dona nobis pacem aan in de grondtoon Bes, een deel dat weer vertrouwen uitstraalt en dat met een grote opgewekheid wordt ondersteund door de Harmonie, met name de fagot

## Geselecteerde discografie
- Harmoniemesse, solisten, Monteverdi Choir en de English Baroque Solists o.l.v. John Eliot Gardiner (met de 5 andere grote missen)(Decca, 3CDs, 475 101-2)
- Harmoniemesse, solisten, Choeur de Chambre de Namur en La Petite Bande o.l.v. Sigiswald Kuijken (Deutsche Harmonia Mundi, 05472 77337 2)
- Harmoniemesse, solisten, Arnold Schoenberg Koor, Concentus musicus Wien o.l.v. Nikolaus Harnoncourt (met de Paukenmis, de Nelsonmis, de Schöpfungsmesse en een aantal andere religieuze werken)(Warner Classics, 6CDs, 2564 69939-8)